# Delphinium hellenicum
Delphinium hellenicum är en ranunkelväxtart som beskrevs av Pawl.. Delphinium hellenicum ingår i släktet storriddarsporrar, och familjen ranunkelväxter. Inga underarter finns listade i Catalogue of Life.